# Paraméthoxyamphétamine
Pour les articles homonymes, voir PMA.
La PMA ou paraméthoxyamphétamine  est une drogue de synthèse souvent vendue sous forme de comprimé qui appartient à la famille des phényléthylamines.
Elle est classée comme substance prohibée par la convention sur les substances psychotropes de 1971 et comme stupéfiant dans le droit français depuis l'arrêté du 22 février 1990.

## Chimie
Elle est synthétisée à partir d'anéthol, une molécule au goût anisé présente dans le pastis.

## Pharmacologie
C'est une drogue psychostimulante et hallucinogène.
Ses propriétés hallucinogènes sont cinq fois plus importantes que ceux du MDA.
Elle provoque dans le cerveau une forte libération de dopamine, sérotonine et de noradrénaline.

## Usage récréatif et détourné
Vendue sur le marché clandestin sous forme de comprimé, elle est souvent confondue avec de l'ecstasy ce qui a déjà provoqué de nombreux morts et donne à cette drogue une mauvaise réputation. En effet, son délai d'action est de une à deux heures (plus long que la MDMA), ce qui incite le consommateur à augmenter la dose ou à l'associer à d'autres drogues.
Elle est consommée pour ses effets stimulants et hallucinogènes qui peuvent se manifester pendant cinq à sept heures.
Ses effets sur l'organisme sont :
- À faible dose (inférieure à 50 mg), elle provoque des troubles psychiatriques (délire, agitation, confusion, hallucination), des mouvements irréguliers des yeux, des troubles cardio-vasculaires (tachycardie, hypertension artérielle), une hyperthermie mais aussi des troubles digestifs (diarrhée, nausée, vomissement) ;
- À forte dose (au-delà de 50 mg), elle peut provoquer des dépressions respiratoires, des spasmes musculaires, des convulsions et éventuellement la mort.

Selon la DEA, cette molécule serait plus dangereuse que la MDMA.